# Umm Tamach (Manbidż)
Umm Tamuch – wieś w Syrii, w muhafazie Aleppo, w dystrykcie Manbidż. W 2004 roku liczyła 642 mieszkańców.